# مونچون
مونچون (به کره‌ای: 문천시) یک شهر در کره شمالی است که در استان گانگوون واقع شده‌است. این شهر، بر روی ساحل دریای شرق کره (ژاپن) و در حومهٔ مرکز استان گانگوون، شهر وون‌سان واقع شده است. شهر وون‌سان، مرکز استان، در فاصله‌ای ۱۰ کیلومتری در جنوب مونچون می‌باشد.
حوزهٔ تحت مدیریت «شهر مونچون»، علاوه بر ۱۶ ناحیهٔ دربرگیرندهٔ مناطق شهری، شامل مناطق حومه‌ای متنوعی، منجمله دره‌ها و کوهستان‌ها، مناطق روستایی (شامل ۱۴ روستا)، مناطق ساحلی و حاشیهٔ دریایی گسترده، و منجمله تأسیسات نظامی مختلف مربوط به نیروی دریایی خلق کره می‌شود.

## تقسیمات اداری
شهر مونچون به ۱۶ ناحیه و ۱۴ روستای تابعه تقسیم شده است.
| - ‌ ناحیه‌ها - اوکپیونگ (옥평동، Okp'yŏng-dong) - اونجونگ (은정동، Ŭnjŏng-dong) - بوکهانگ (북항동، Pukhang-dong) - جانگبِک (장백동، Changbaek-dong) - سامو (삼오동، Samo-dong) - سونگمون (성문동، Sŏngmun-dong) - شینان (신안동، Sinan-dong) - گاپیونگ (가평동، Kap'yŏng-dong) - گانگچول (강철동، Kangch'ŏl-dong) - گوان‌پونگ (관풍동، Kwanp'ung-dong) - گوئام (고암동، Koam-dong) - مونچون (문천동، Munch'ŏn-dong) - مون‌پیونگ (문평동، Munp'yŏng-dong) - هه‌بانگسان (해방산동، Haebangsan-dong) - هه‌ئان (해안동، Haean-dong) - هوانگسوک (황석동، Hwangsŏk-dong) | - روستاها - بوبانگ (부방리، Pubang-ni) - داپچون (답촌리، Tapch'ol-li) - دوکهونگ (덕흥리، Tŏkhŭng-ni) - ریونگ‌جونگ (룡정리، Ryongjŏng-ni) - سامدونگ (삼동리، Samdong-ni) - سامهوا (삼화리، Samhwa-ri) - سامیل (삼일리، Samil-li) - سوکچون (석전리، Sŏkchŏl-li) - سونگجوک (송죽리، Songjuk-ri) - شین‌سونگ (신송리، Sinsong-ni) - گائون (가은리، Kaŭl-li) - گبویونگ (교성리، Kyosŏng-ni) - نامچانگ (남창리، Namch'ang-ni) |

## تاریخ
استان قدیمی هامگیونگ جنوبی به شکل مدرن آن در ماه اوت ۱۸۹۶ میلادی تاسیس شد. شهرستان مونچون در تابعیت این استان قرار گرفت. در آن زمان، این شهرستان متشکل از ۶ قصبه بود، شامل: «اولّیم» [운림면]، «چوهان» [초한면]، «دوسا» [도사면]، «گوسان» [구산면]، «گونّه» [군내면]، و «میونگهیو» [명효면]

### حاکمیت استعماری ژاپن بر کره
پس از برقراری حاکمیت استعماری ژاپن بر کره در سال ۱۹۱۰ میلادی، این استان، بدون تغییر خاصی، ادامه یافت. علاوه بر نام رسمی کره‌ای آن، «مونچون»، نام ژاپنی آن نیز (تلفظ ژاپنی همان نویسه‌های چینی بازتاب‌دهندهٔ نام این استان)، شهرستان بونسِن (به ژاپنی: 文川郡، برگردان به لاتین: Bunsen-gun) به رسمیت رسید.
در سال ۱۹۱۴ میلادی، دو قصبهٔ «چوهان/سوکان» [초한면، 草閑面] و «دوسا/توشا» [도사면، 都社面] ادغام شده و قصبهٔ «دوچو/توسو» [도초면، 都草面] را تشکیل دادند. (۵ قصبه)
در سال ۱۹۳۹ میلادی، قصبهٔ «گونّه/گونّای» [군내면، 郡内面] منحل شده، اراضی آن با بخشی از اراضی‌ قصبهٔ «دوچو/توسو» ادغام شده، و قصبهٔ «مونچون/بونسِن» [문천면، 文川面] تشکیل شد.
در همان تاریخ، دو قصبهٔ «گوسان/کیزان» [구산면، 亀山面] و «میونگهیو/مئیکو» [명효면، 明孝面] ادغام شده و قصبهٔ «میونگ‌گو/مئیکی» [명구면، 明亀面] را تشکیل دادند. (۴ قصبه)
در اکتبر سال ۱۹۴۳ میلادی، قصبهٔ «دوچو/توسو» [도초면، 都草面] به شهرک ارتقاء یافته و نام آن به «چونّه/سِنّای» [천내읍، 川内邑] تغییر یافت.
در همان تاریخ، با انحلال شهرستان تاریخی «دوگوون/توکوگِن» [덕원군، 徳源郡] و تقسیم اراضی آن بین دو شهرستان «مونچون/بونسِن» و «وون‌سان/گِنزان» [원산군، 元山郡]، ۴ قصبهٔ این شهرستان ضمیمهٔ «مونچون/بونسِن» شد. این‌ها شامل: «بوکسونگ/هوکوجو» [북성면، 北城面]، «بونه/فونای» [부내면، 府内面]، «پونگ‌سانگ/هوجو» [풍상면، 豊上面]، «پونگها/هوکا» [풍하면، 豊下面]. قصبهٔ «بونه/فونای» به «دوگوون/توکوگِن» [덕원면، 徳源面] تعییر نام یافت. (۱ شهرک، ۷ قصبه)
در دوران حاکمیت استعماری ژاپن بر کره پیش از سال ۱۹۴۵ میلادی، و پس از تغییرات فوق‌الذکر، شهرستان مونچون/بونسِن شامل ۱ شهرک و ۷ قصبه به شرح زیر بود:
1. شهرک چونّه/سِنّای (천내읍، 川内邑، Ch’ŏnnae-ŭp/Sennai-yū)
2. قصبهٔ اولّیم/اونرین (운림면، 雲林面، Ullim-myŏn/Unrin-men)
3. قصبهٔ بوکسونگ/هوکوجو (북성면، 北城面، Pŏksŏng-myŏn/Hokujō-men)
4. قصبهٔ پونگسانگ/هوجو (풍상면، 豊上面، P’ungsang-myŏn/Hōjō-men)
5. قصبهٔ پونگها/هوکا (풍하면، 豊下面، P’ungha-myŏn/Hōka-men)
6. قصبهٔ دوگوون/توکوگِن (덕원면، 德源面، Tŏgwŏn-myŏn/Tokugen-men)
7. قصبهٔ مونچون/بونسِن (문천면، 文川面، Munch’ŏn-myŏn/Bunsen-men)
8. قصبهٔ میونگ‌گو/مئیکی (명구면، 明亀面، Myŏnggu-myŏn/Meiki-men)

### تحت حاکمیت کرهٔ شمالی
پس از استقلال کره از ژاپن در سال ۱۹۴۵ میلادی، این کشور به دو نیمه تقسیم شد. استان هامگیونگ جنوبی و شهرستان مونچون در کره شمالی قرار گرفتند.
در سپتامبر ۱۹۴۶ میلادی، در تابعیت اداره مدنی شوروی، دولت کمیته خلق کره شمالی، اراضی شهرستان مونچون را (به همراه شهر وون‌سان و شهرستان آن‌بیون) از استان هامگیونگ جنوبی  به استان گانگوون منتقل کرد.
در همان تاریخ، با ادغام بخش‌هایی از شهرک «چونّه» و قصبه‌های «مونچون» و «میونگ‌گو»، مشتمل ۲۰ روستا، ادغام شده و قصبهٔ جدید «مونسونگ» [문성면] را تشکیل دادند.
در همان تاریخ، شهرک‌ «چونّه» [천내면] به قصبه تقلیل درجه یافت.
در پی قطعی شدن مرز بین دو کره، در دسامبر سال ۱۹۵۲ میلادی، در کره شمالی، «قصبه» به‌عنوان یک واحد اداری بالکل منحل شد. در عوض، روستاهای کوچکتر و بزرگتر در جای‌جای کشور با هم تجمیع شده و وظایف اداری بیشتری به آن‌ها سپرده شد، و آن‌ها عملا به سطح سوم تقسیمات کشوری، مستقیما تابعهٔ شهرستان‌ها تبدیل شدند.
در همان تاریخ و در چهارچوب این پروسه، اراضی قصبهٔ «چونّه» و بیشتر اراضی قصبه‌های منحل شدهٔ «اولّیم» و «میونگ‌گو» از این شهرستان جدا شده، ادغام شده، و شهرستان چونّه را تشکیل دادند.
در همان تاریخ و در چهارچوب این پروسه، دو قصبهٔ منحل شدهٔ «پونگ‌سانگ» و «پونگها» (به علاوهٔ یک روستا از قصبهٔ‌ «اولّیم»)، به علاوهٔ قصبهٔ منحل شده از شهرستان ایچون، قصبهٔ «اونگتان» [웅탄면]، ادغام شده و شهرستان بوپدونگ را تشکیل دادند.
در طول این پروسه، روستاهای مختلف این شهرستان، به شرح زیر ادغام شدند. ۷۴ روستا (۳ از «قصبهٔ اولّیم»، ۱۶ از «قصبهٔ دوگوون»، ۲۲ از «قصبهٔ مونچون»، ۲۰ از «قصبهٔ مونسونگ»، ۱۳ از «قصبهٔ میونگ‌گو») ادغام شده و به ۱ شهرک، ۲ منطقهٔ کارگری، و ۲۴ روستای نهائی تبدیل شدند:
- شهرک:
  1. مونچون [문천읍] از ادغام روستاهای «جانگبِک» [장백리]، «جونگانگ» [중앙리]، «گوانپونگ» [관풍리]، «مون‌پیونگ» [문평리]، «هه‌بانگ» [해방리] (قصبهٔ منحل شدهٔ «مونچون»)

- مناطق کارگری:
  1. گائون [가은로동자구] از ادغام روستاهای «جیکدو» [직두리]، «گائون» [가은리]، «یونگ‌سانگ» [영상리]، و بخشی از روستای «هاکسون» [학선리] (قصبه‌های منحل شدهٔ «اولّیم» و «مونسونگ»)
  2. یاته [야태로동자구] از ادغام روستاهای «سوک‌گون» [석근리]، «سودال» [수달리]، «یاته» [야태리]، «یونگ‌سونگ» [용성리] (قصبهٔ منحل شدهٔ «مونچون»)

- روستاهای:
  1. اوکپیونگ [옥평리] از ادغام روستاهای «اوکپیونگ بالایی (اوکپیونگ‌سانگ)» [옥평상리] و «اوکپیونگ پایینی (اوکپیونگ‌ها)» [옥평하리] (قصبهٔ منحل شدهٔ «مونسونگ»)
  2. بوبانگ [부방리] از ادغام روستاهای «بوبانگ» و «جانگسون‌پو» [장선포리] (قصبهٔ منحل شدهٔ «مونسونگ»)
  3. بوئون [부운리] از ادغام روستاهای «بوئون» و «مونام» [문암리] (قصبهٔ منحل شدهٔ «دوگوون»)
  4. جانگنیم [장림리] از ادغام روستاهای «جانگنیم» و «سامته» [삼태리] (قصبهٔ منحل شدهٔ «دوگوون»)
  5. جوکسان [죽산리] از ادغام روستای «یونگ‌پیونگ» [영평리] و بخشی از روستای «جوکسان» (قصبهٔ منحل شدهٔ «دوگوون»)
  6. داپچون [답촌리] از ادغام روستاهای «اوئیل» [오일리]، «پالیلو» [팔일오리]، «پونگ‌مو» [풍무리]، «داپچون» (قصبهٔ منحل شدهٔ «میونگ‌گو»)
  7. دوکهونگ [덕흥리] از ادغام روستاهای «شینهول» [신룰리]، «میونگ‌شین» [명신리]، «میونگهونگ» [덕흥리] (قصبهٔ منحل شدهٔ «میونگ‌گو»)
  8. دوگوون [덕원리] از ادغام روستاهای «دوگوون»، «سام‌وول» [삼월리]، «سونگها» [성하리] (قصبهٔ منحل شدهٔ «دوگوون»)
  9. ریونگتان [룡탄리] از ادغام روستاهای «اوکجونگ» [옥정리]، «سونگتان» [송탄리]، «ریونگ‌پیونگ» [룡평리] (قصبهٔ منحل شدهٔ «مونچون»)
  10. ریونگ‌جونگ [룡정리] از ادغام روستاهای «سوک‌گیو» [석교리]، «ریونگ‌جونگ»، «یونگ‌دانگ» [용당리] (قصبهٔ منحل شدهٔ «مونسونگ»)
  11. سامدونگ [삼동리] از ادغام روستاهای «چونگوگومی» [청어구미리]، «موئوشیل» [무우실리]، «یوگومی» [유구미리]، و بخشی از روستای «سوکجون» (قصبهٔ منحل شدهٔ «میونگ‌گو»)
  12. سامهوا [삼화리] از ادغام روستاهای «مون‌یانگ» [문양리] و «یونگجون» [영전리] (قصبهٔ منحل شدهٔ «مونسونگ»)
  13. سامیل [삼일리] از ادغام روستاهای «چوچون» [추천리] و «سامیل» (قصبهٔ منحل شدهٔ «میونگ‌گو»)
  14. سوکجون[석전리] از ادغام روستاهای «یودانگ» [유당리]، «یونگسان» [용산리] و بخشی از روستای «سوکجون» (قصبهٔ منحل شدهٔ «میونگ‌گو»)
  15. سوکهیون [석현리] از ادغام روستاهای «دوکهونگ» [덕흥리] و «سوکهیون» (قصبهٔ منحل شدهٔ «دوگوون»)
  16. سونگجوک [송죽리] از ادغام روستاهای «سونگجوک» و «وون‌بونگ» [원봉리] (قصبهٔ منحل شدهٔ «مونسونگ»)
  17. شینان [신안리] از ادغام روستاهای «اونسونگ» [염중리]، «شینان»، «هویهو» [휘후리]، «یونگجین» [용진리] (قصبهٔ منحل شدهٔ «مونچون»)
  18. شین‌سوٰنگ [신성리] از ادغام روستاهای «اوموک» [오목리]، «شینسونگ»، و بخشی از روستای «جوکسان» [죽산리] (قصبهٔ منحل شدهٔ «دوگوون»)
  19. شین‌سُونگ [신송리] از ادغام روستاهای «پوموک‌جونگ» [포목정리]، «سانگ‌پیونگ» [상평리]، «سونگچی» [송치리]، «نونگجون» [능전리] (قصبهٔ منحل شدهٔ «مونسونگ»)
  20. گاپیونگ [가평리] از ادغام روستاهای «گاپیونگ»، «یومجونگ» [염중리]، «یومدونگ» [염동리] (قصبهٔ منحل شدهٔ «مونچون»)
  21. گوئام [고암리] از ادغام روستاهای «ساهولچون» [사흘천리]، «گوئام»، «هوانگسوک» [황석리] (قصبهٔ منحل شدهٔ «مونچون»)
  22. گیوسونگ [교성리] از ادغام روستاهای «گوئوپ» [구읍리] و «گیوسونگ» (قصبهٔ منحل شدهٔ «مونسونگ»)
  23. نامچانگ [남창리] از ادغام روستاهای «دوچانگ» [도창리]، «سونگجه» [성재리]، «مونبونگ» [문봉리] (قصبهٔ منحل شدهٔ «مونسونگ»)
  24. یونگسام [영삼리] از ادغام روستاهای «باکچون» [박천리] و «یونگسام» (قصبهٔ منحل شدهٔ «دوگوون»)

در ژوئن سال ۱۹۵۸ میلادی، منطقهٔ کارگری «یاته» به «مون‌پیونگ» [문평로동자구] تغییر نام یافت
در دسامبر سال ۱۹۶۱ میلادی، ۴ روستا از شهرستان مونچون جدا شده و ضمیمهٔ شهر وون‌سان شدند، شامل «بوئون» [부운리]، «جانگنیم» [장림리]، «دوگوون» [덕원리]، «سوکهیون» [석현리] (باقی مانده: ۱ شهرک، ۲ منطقهٔ کارگری، ۲۰ روستا)
در اکتبر سال ۱۹۶۷ میلادی، روستای «اوکپیونگ» [옥평로동자구] به منطقهٔ کارگری ارتقاء یافت. (۱ شهرک، ۳ منطقهٔ کارگری، ۱۹ روستا)

### انحلال شهرستان
در ژوئیهٔ سال ۱۹۷۲ میلادی، شهرستان مونچون منحل شد، و اراضی تابعهٔ آن بین شهر وون‌سان و شهرستان چونّه تقسیم شد.
۵ روستای زیر، بدون تغییر، ضمیمهٔ شهرستان چونّه شدند:
1. دوکهونگ [덕흥리]
2. سامهوا [삼화리]
3. سوکجون [석전리]
4. سونگجوک [송죽리]
5. شین‌سُونگ [신송리]

۱۲ روستای زیر، بدون تغییر، ضمیمهٔ شهر وون‌سان شدند:
1. بوبانگ [부방리]
2. جوکسان [죽산리]
3. داپچون [답촌리]
4. ریونگتان [룡탄리]
5. ریونگ‌جونگ [룡정리]
6. سامدونگ [삼동리]
7. سامیل [삼일리]
8. شینان [신안리]
9. شین‌سوٰنگ [신성리]
10. گیوسونگ [교성리]
11. نامچانگ [남창리]
12. یونگسام [영삼리]

۲ روستای زیر، با ارتقاء به منطقهٔ کارگری، ضمیمهٔ شهر وون‌سان شدند:
1. گاپیونگ [가평리] (ارتقاء به منطقهٔ کارگری [가평로동자구])
2. گوئام [고암리] (ارتقاء به منطقهٔ کارگری [고암로동자구])

۳ منطقهٔ کارگری زیر، بدون تغییر، ضمیمهٔ شهر وون‌سان شدند:
1. اوکپیونگ [옥평로동자구]
2. گائون [가은로동자구]
3. مون‌پیونگ [문평로동자구]

و شهرک «مونچون» [문천읍] نیز، با تقسیم به دو منطقهٔ کارگری، ضمیمهٔ شهر وون‌سان شد، «منطقهٔ کارگری سونگمون» [성문로동자구] و «منطقهٔ کارگری مونچون» [문천로동자구]
نتیجهٔ تغییرات فوق‌الذکر، ضمیمه شدن ۱۲ روستا و ۷ منطقهٔ کارگری به شهر وون‌سان بود.
در ماه مه ۱۹۷۴ میلادی، دو عدد از روستاهای سابقا در تابعیتِ مونچون، از شهرستان چونّه جدا شده و ضمیمهٔ شهر وون‌سان شدند، شامل «دوکهونگ» و «سوکجون».
در همان تاریخ، ۷ منطقهٔ کارگری فوق‌الذکر، به «ناحیه» در تابعیت وون‌سان ارتقاء یافتند؛ اوکپیونگ [옥평동]، سونگمون [성문동]، گاپیونگ [가평동]، گائون [가은동]، گوئام [고암동]، مون‌پیونگ [문평동]، مونچون [문천동]. (در کل، ۱۴ روستا و ۷ ناحیه)

### تاسیس مجدد شهرستان
در ژوئن سال ۱۹۷۶ میلادی، مجدداً شهرستان مونچون در تابعیت استان گانگوون تأسیس شد.
در طول این پروسه، از شهر وون‌سان ۷ ناحیهٔ فوق‌الذکر و ۱۱ روستا (از ۱۴ روستا)، به علاوهٔ ۳ روستای باقی‌مانده در شهرستان چونّه ادغام شده و شهرستان مونچون را تشکیل دادند.
۲ ناحیهٔ «سونگمون» و «مونچون» ادغام شده و «شهرک مونچون»، مرکز این شهرستان، را تشکیل دادند.
۵ ناحیهٔ دیگر، یعنی «اوکپیونگ»، «گاپیونگ»، «گائون»، «گوئام»، و «مون‌پیونگ»، به سطح «منطقهٔ کارگری» برگشته و به مونچون پیوستند.
۱۱ روستا، شامل «بوبانگ»، «داپچون»، «دوکهونگ»، «ریونگتان»، «ریونگ‌جونگ»، «سامدونگ»، «سامیل»، «سوکجون»، «شینان»، «گیوسونگ»، و «نامچانگ» از شهر وون‌سان ضمیمهٔ این شهرستان جدیدالتاسیس شدند. 
از روستاهای سابقاً متعلق به مونچون، سه روستای «جوکسان»، «شین‌سوٰنگ»، و «یونگسام» در تابعیت شهر وون‌سان باقی ماندند.
از شهرستان چونّه نیز، سه روستای «سامهوا»، «سونگجوک»، و «شین‌سُونگ» ضمیمهٔ این شهرستان جدیدالتاسیس شدند. (مجموعا ۱ شهرک، ۵ منطقهٔ کارگری، ۱۴ روستا)
در ژوئن سال ۱۹۸۴ میلادی، منطقهٔ کارگری «گائون» به «روستا» [가은리] تقلیل درجه یافت. (مجموعا ۱ شهرک، ۴ منطقهٔ کارگری، ۱۵ روستا)

### ارتقاء به شهر
در ماه مه سال ۱۹۹۱ میلادی، «شهرستان مونچون» به «شهر» ارتقاء یافت.
در طول این پروسه، «شهرک مونچون»، مرکز اداری شهرستان، منحل شده و به ۷ ناحیهٔ تابعِ شهر تقسیم شد. اینها شامل:
1. اونجونگ [은정동]
2. جانگبِک [장백동]
3. سامو [삼오동]
4. سونگمون [성문동]
5. گوان‌پونگ [관풍동]
6. مونچون [문천동]
7. هه‌ئان [해안동]

در طول این پروسه، منطقهٔ کارگری «مون‌پیونگ»، منحل شده و به ۲ ناحیه تقسیم شد، شامل: گانگچول [강철동]، مون‌پیونگ [문평동]
بخش‌هایی از اراضی شهرک منحل شدهٔ «مونچون» و منطقهٔ کارگریِ منحل شدهٔ «مون‌پیونگ» نیز ادغام شده و ناحیهٔ دیگری به  نام «هه‌بانگسان» [해방산동] را تشکیل دادند.
در طول این پروسه، منطقهٔ کارگری «گوئام»، منحل شده و به دو ناحیه تقسیم شد، شامل: گوئام [고암동]، هوانگسوک [황석동].
دو منطقهٔ کارگری «اوکپیونگ» و «گاپیونگ» به ناحیه ارتقاء یافتند: اوکپیونگ [옥평동]، گاپیونگ [가평동]
در طول این پروسه، روستای «شینان» نیز منحل شده و به دو ناحیه تقسیم شد، شامل: «بوکهانگ» [북항동]، «شینان» [신안동].
سایر روستاها بدون تغییر در تابعیت این شهر باقی ماندند، (مجموعا ۱۶ ناحیه و ۱۴ روستا)